# كريم بناني (فنان تشكيلي)
كريم بناني (بالفرنسية: Karim Bennani)‏ هو فنان تشكيلي مغربي ورسام. ولد في مدينة فاس في عام 1936 وتوفي في 3 يناير عام 2023.

## السيرة
تابع كريم بناني السنوات الأولى من دراسات تجارية ولكنه سرعان ما غادرها في عام 1951 من أجل أن يتفرغ إلى دروس أكاديمية الفن في فاس. في عام 1954، التحق بالمدرسة الوطنية للفنون الجميلة بباريس.